# 김종인
김종인(金鍾仁, 1940년 7월 11일~)은 대한민국의 경제학자, 정치인이다. 제11·12·14·17·20대 국회의원과 노태우 정부 제3대 경제수석 그리고 제24대 보건사회부 장관을 역임하였다. 본관은 울산이며 경기도 시흥 출생이다.
대한민국 초대 대법원장 가인(街人) 김병로(전라도 순창 출신의 인권변호사)의 손자로 출생하였고 지난날 한때 경기도 양주에서 잠시 유아기를 보낸 적이 있으며 그 후 서울에서 성장하였고 독일 뮌스터 대학교에서 경제학 박사 학위를 취득한 후 1973년부터 1988년까지 서강대학교 경제학과 교수를 역임했고, 1987년 제9차 헌법 개정에서 경제민주화 조항 신설(헌법 119조 2항)을 주도했다.
2016년 제20대 국회의원 선거를 앞두고 더불어민주당 비상대책위원장이 되어 총선 정국을 이끌면서 제20대 총선에서 더불어민주당 비례대표로 국회의원에 당선되었고 더불어민주당은 새누리당을 제치고 제2당에서 제1당이 되었다. 그렇지만 2016년 말 당시 더불어민주당과 마찰을 빚다가 끝내 의원직 사퇴 및 탈당을 하였다.
그는 1981년부터 2016년까지 여러 정당들을 넘나들며 헌정 사상 최초로 비례대표로만 5선 국회의원이 되었다.
미래통합당 황교안 대표가 간절히 요구하여 21대 국회의원 선거에서 공동선거대책위원장을 맡아 선거운동을 하였지만 당명을 민주당이라고 말할 뻔한 상황을 연출하여 구설수에 올랐다. 실제로 정당만 바꾸어 이언주 후보와 함께 선거운동한 사실이 화제가 되기도 했다.

## 생애
1940년 경기도 시흥군 동면 신림리(현 서울 관악구 신림동)에서 태어났다. 중앙고등학교 졸업 후 한국외국어대학교 독일어학과 재학 중이던 1962년부터 이듬해 1963년까지 조부인 김병로가 야당 지도자가 돼 그 보좌관 역으로 정계를 경험했다. 학부를 나온 후 독일 뮌스터 대학교에 유학해 경제학 박사 학위를 취득했고, 그 이후 1973년부터 서강대학교 경제학과 교수로 재직했다. 이 때문에 서강학파로 분류되나, 선성장 후분배, 재벌 육성을 중심으로 한 압축성장을 주장해온 남덕우 등 서강학파 선배들과는 입장을 달리하는 2세대로 구분된다.
1977년 박정희 대통령에게 국민건강보험 도입을 건의했으며, 1980년에는 신군부의 국가보위입법회의 전문 위원을 지내면서 재벌의 비업무용 부동산 투기 등에 대해 문제를 제기했다. 이듬해 민주정의당 소속으로 전국구 국회의원(비례대표)이 됐다. 이후 노태우 당시 민정당 대표의 핵심 경제 참모로서 그는 당사 안팎에서 기회 있을 때마다 기자들에게 독일과 미국을 비롯한 선진국의 사례를 들어가며 한국 사회가 초고속 성장 과정에서 불가피하게 치르게 될 엄청난 대가와 이에 따른 정치·경제·사회적 부작용을 최소화하는 방법에 관해 역설하고 다녔다.
노태우 정부의 보건사회부 장관으로 8개월 가량을 보낸 뒤 청와대 경제수석비서관이 돼 경제민주화에 대한 구상과 재벌의 비업무용 부동산 처리, 재벌의 문어발식 확장에 대해 업종전문화 등을 강도 높게 밀고 나갔다. 이후 민주자유당 비례대표로 제14대 국회의원을 지냈다.
2004년에는 새천년민주당 제17대총선 선거대책위원회 공동위원장을 맡으며, 새천년민주당 비례대표로 17대 국회의원을 지냈다.
2012년에는 19대 총선을 앞두고 새누리당 박근혜 비상대책위원회의 좌장으로서 당내 개혁과 공천작업을 주도했다. 그 결과, 새누리당은 패배가 확실시 되던 상황을 반전시켜 152석의 과반의석을 달성하여 대승을 이루었다. 그리고 그해 말, 박근혜 대선경선캠프 공동선거대책위원장과 국민행복추진위원장을 맡으며 대선 승리를 돕는 등 여야를 넘나들며 소위 킹메이커로서 자리매김하였다.
2016년 제20대 총선에는 다시 더불어민주당의 비상대책위원회 대표를 맡아 공천을 주도했다. 지역구 의원 공천 컷오프, 셀프 공천 논란 등 선거 직전 잡음이 있었으나 정면 돌파 후 더불어민주당 비례대표 순번 2번을 받아 당선됐다. 20대 총선에서 더불어민주당은 123석을 차지해 새누리당을 1석 차이로 제치고 의석수로 제1당이 됐다. 더불어민주당의 총선 승리는 2017년 대선에서 문재인 대통령 당선의 발판이 되었다.
2020년 5월, 미래통합당 비상대책위원장으로 취임하여 21대 총선의 역사적 대패로 암울한 상황에 빠진 보수 정당의 재건을 시작했다. 같은 해, 9월 당명을 국민의 힘으로 변경했다. 기본소득을 포함한 과감한 진보적 정강정책, 호남공략을 위한 서진정책, 탄핵에 대한 대국민 사과 등은 그동안 외면받던 보수의 모습을 과감히 쇄신한 것이었다. 그 결과, 22년 대선의 전초전이자 미니 대선급 선거였던 4.7 재보선에서 압도적인 승리를 이뤄냈다. 이로써 국민의 힘과 보수진영은 1년 남은 22년 대선의 주도권을 잡았다. 김종인의 뒤를 이어 당대표가 된 이준석은 이 흐름을 이어받아 국민의 힘은 2017년 탄핵 이후 보수정당 최고의 지지율을 달성한다.
또한, 김종인이 21년 1월부터 별의 순간을 언급하며 대선 경선과 본선에서 지원하던 국민의 힘 윤석열 후보는 결국 22년 3월 20대 대선에서 승리함으로써 제20대 대통령으로 취임하게 되었다. 김종인은 그가 도운 3명의 정치인이 대통령에 당선됨으로써 킹메이커의 이미지를 더욱 더 굳히게 되었다.

### 국민건강보험 도입 건의
우리나라 의료보험법은 1963년에 처음 제정되어 1964년부터 시행됐습니다. 당시 군사정권은 '무상의료'를 자랑하는 북한에 맞서기 위해 이 제도를 만들었지만, 임의가입 방식이었기 때문에 가입자는 거의 없었습니다. 1977년 서강대 경제학과 교수로서 의료보험제도 도입을 박정희 대통령에게 건의했다. 성장 후 분배 패러다임의 박정희 정부에서 보건사회부 장관 신현확마저 반대하는 어려움을 무릅썼다. 그는 당시를 이렇게 회고했다. 1977년은 유신체제가 종말을 향해 치닫던 때였습니다. 특히 당시 주력 수출산업으로 육성하던 중화학 공업 분야 대기업 노동자들은 극단적인 저임금에 불만이 매우 높았습니다. 대기업에서 파업이 일어나면 ‘국민경제’에 미치는 영향이 지대할 것이라 판단한 박 정권은 대기업 노동자들을 회유하는 한편, 행정공무원, 군인, 경찰 등 정권의 중추를 이루는 사회세력의 환심을 사기 위해 ‘특권적 의료보험 제도’를 만들었습니다. 당시 의료보험증은 특권층의 신분증 구실을 했습니다. 의료보험증만 맡기면 어느 술집에서나 외상술을 먹을 수 있을 정도였습니다.
1987년 6월 항쟁 이후, 민정당 노태우는 ‘전국민 의료보험 혜택’을 공약으로 내세우지 않을 수 없었습니다. 의료보험증이 우리 사회의 불평등 양상을 두드러지게 표현하는 ‘증거물’이었기 때문이죠. 이 ‘가시적인 불평등의 증거물’을 없애지 않고서는, 6월 항쟁으로 뜨겁게 분출한 민주화 열기를 가라앉힐 수 없는 상황이었습니다. 1989년부터 ‘전 국민 의료보험 제도’가 시행된 건 이 때문입니다.

### 헌법 119조 2항
1987년 당시 그가 남재희 당시 노동부 장관과 헌법 119조 2항에 넣은 조항이다.
② 국가는 균형있는 국민경제의 성장 및 안정과 적정한 소득의 분배를 유지하고, 시장의 지배와 경제력의 남용을 방지하며, 경제주체간의 조화를 통한 경제의 민주화를 위하여 경제에 관한 규제와 조정을 할 수 있다.

새누리당 김용갑 고문이 "당시(1987년 헌법 개정시) 경제민주화를 강력하게 주장한 사람은 (김종인이 아니라) 민정당 남재희 정책위의장이었다. 남 정책위의장이 경제민주화라는 문구를 넣자고 했다."고 주장한데 대해, 남재희 전 의장은 연합뉴스와의 통화에서 "전혀 사실이 아니다. 나도 개헌특위에 있었지만 그런 (경제민주화 조항을 넣자는) 얘기를 전혀 한 적이 없다."며 "김 고문이 착각을 한 모양"이라고 확인했다. 이어, "(경제민주화가 담긴) 헌법 119조 2항은 김 위원장이 마지막 손질까지 해서 당시 전두환 대통령에게 별도 보고해 '오케이'까지 받았다고 들었다."며 "20여년 전에 119조 2항이 '김종인 조항'이라고 맨 먼저 언론에 기고한 사람이 바로 나였다."고 강조했다. 또 "김 위원장은 독일에서 유학하면서 독일의 사회적 시장경제에 대한 연구에 심취했다."며 "'사회적'이라는 말은 국가의 조정기능을 중요시하는 것인데, 이런 맥락에서 김 위원장이 경제민주화라는 발상을 한 것 같다."고 전했다.

### 토지공개념과 금융실명제 반대
노태우 정부 시절 집값, 땅값 급등을 막기 위해 토지공개념제가 시도됐으나 줄줄이 위헌 소송 등으로 좌초됐다. 당시 청와대 경제수석을 지낸 김종인은 토지공개념을 도입한 주체로 여겨졌었다. 그러나 이런 세간의 인식과는 달리 김종인은, 2005년 부동산 투기 열풍 때 열린우리당이 재도입하려던 토지공개념이 궁여지책이라 폄하하고 다음과 같이 말했다. "토지공개념은 1989년 도입 논의 당시 경제기획원이 창작한 단어로 경제학에도 없는 개념이며, 국유지·사유지는 있을 수 있어도 토지공개념은 소설 속에서나 나올 수 있는 말"이라고 밝혔다. 이어 "나는 보건사회부 장관으로 있었는데 토지공개념은 절대로 안된다고 반대했었다."며 "도입을 주장했던 사람도 근거를 제대로 설명은 못한 채 토지공급 확대가 어렵다는 명분만 내세웠다."고 덧붙였다. "토지공개념은 세제정책으로 일시적 효과를 거둘 수는 있겠지만 결국 시장이 적응하는 방법을 찾게 된다."며 "토지초과이득세 등은 절대로 부과할 수 없는 세금으로 위헌 소지가 있으며 '개발이익환수제'도 결국 토지값으로 전가되게 된다."고 강조했다. 그는 부동산 투기를 억제할 근본 방책은 "세제로 투기억제를 하겠다는 발상은 잘못됐고 금리인상 등 경제정책 전반을 잘 조율해서 해법을 찾아나가야 한다."고 주장했다. 또한 금융실명제도 강력 반대한 것으로 보도된 바 있다.

### 북한에 대한 관점
(2016년 2월 15일 JTBC 인터뷰에서)
"(북한 궤멸론에 대한 야당 일각의 비판에 대해) 나는 그 궤멸론을 갖다가 자꾸 그런 얘기를 하는 건 잘 납득이 가지 않는데, 궤멸이라는 건 제대로 설명을 할 것 같으면 스스로 무너지거나 그렇지 않으면 흩어져서 없어진다는 뜻인데, 그 말 자체가. 제가 그런 얘기를 하는 것은 우리가 평화통일을 전제로 해서 북한과의 대화를 이어나가려고 굉장히 노력을 많이 하지 않았습니까? 과거의 김대중 대통령 시절에 햇볕정책도 했고 그것이 노무현 대통령까지 이어지다가 이명박 대통령이 등장하면서 급작스럽게 북한 금강산의 총격 사건으로 인해서 대화가 중단되고 그다음에 천안함 사태라든가 연평도 포격 이렇게 해서 대화가 진척이 안 되는 이런 상황에 있지 않아요? 그런 과정 속에서 핵실험을 갖다가 지속하고 그다음에 장거리 미사일 갖다가 시험발사하는 그런 행동을 하지 않았습니까? 그런데 제가 얘기하는 것은 우리가 과거에 소련의 붕괴를 놓고 봤을 적에도 그 소련은 우리가 흔히 가리켜서 슈퍼파워라고 얘기했는데 슈퍼파워라는 게 자기가 가리고 있는 무력 가지고 세계를 파괴할 수 있는 나라다, 이렇게 전제를 하지 않습니까? 그럼에도 불구하고 국민의 생활을 갖다가 제대로 돌보지 않았기 때문에 그 많은 무력을 가지고도 그냥 속수무책으로 무너지고 말았단 말이에요. 그러니까 이와 같은 자기 생존을 위해서 핵을 개발한다 혹은 장거리 미사일을 갖다 자꾸 개발한다. 이 자체로서 생존을 갖다가 유지한다는 것이 어려운 것이기 때문에 민생을 돌보는 것이 첫째 과제다, 즉 국민들의 실질적인 생활을 어떻게 이어갈 것인가. 이러지 않고 자꾸 그런 쪽에 재원을 투자할 것 같으면 결국 가서 소련이 맞이했던 그런 형태로 무너진다, 이런 뜻에서 궤멸이라는 얘기를 쓴 거예요." 그는 인터뷰 말미에 자신의 북한 붕괴론은 취소할 생각이 전혀 없으며 단지 사드 배치는 중국의 반발을 충분히 고려해야 한다고 덧붙였다.

### 국보위 참여에 대한 해명
2016년 김종인 더민주 비대위원장은 자신의 1980년 신군부의 국보위(국가보위비상대책위) 참여 전력과 관련, 김용갑 새누리당 고문이 이춘구 전 신한국당 대표의 말을 인용해 자신이 국보위 적극 참여인사 명단에 있었고 당시 국보위에서는 부가가치세 폐지 논의가 아예 없었다고 주장한 데 대해 사실과 다르다고 반박했다. 김종인은 "당시 국보위 재무위원장의 보좌관(육군 중령)이 '부가세 폐지 문제'에 대한 입장을 정리해달라고 해 국보위에 가게 된 것"이라며, 박정희 정권 말 부가가치세 도입 때 자신이 참여했는데 이후 조세저항으로 국보위 내에 부가세 폐지 움직임이 있다는 말을 듣고, 이제 정착단계에 이른 부가세 폐지는 안된다는 신념으로 국보위에 참여했다고 밝혔다. 또 "당시 이춘구 전 대표는 국보위 재무위원회 간사였는데 자신은 몰랐다."며 국보위 참여 과정에서 이춘구와도 아무런 관련이 없었다고 해명했다.

### 20대 총선 후 더불어민주당의 미래에 대한 생각
4·13 총선에서 더불어민주당의 승리를 이끈 김종인 비상대책위 대표는 4월 17일 연합뉴스와의 인터뷰에서 당이 예전처럼 정체성 논란을 벌이던 모습으로 돌아가서는 수권정당은 불가능하다는 뜻을 분명히 밝혔다. 그는 영국 노동당을 수권정당으로 탈바꿈시킨 토니 블레어 전 영국 총리의 사례를 들어 "블레어 총리는 노동당의 기본을 바꾸지 않고선 집권이 불가능하다며 가장 중요한 정강까지 바꿨다."며, 더불어민주당 역시 기존 정체성에 사로잡혀 변하지 않으면 정권을 탈환할 수 없다는 점을 강조했다. 그는 정청래 의원이 트위터에서 "(20대 총선에서 더민주당의 호남 패배는) 북한궤멸론과 햇볕정책 부정 등이 호남의 역린을 건드렸다."고 말한 것을 겨냥해 "한심한 생각"이라고 원색적으로 비판하면서, "(당의) 정체성을 두고 떠드는 것만은 절대로 피해야 한다."고 거듭 강조했다.

### 777 경제 공약
김종인 더민주 대표가 총선 공약을 2017년 대선까지 염두에 두고 내놓겠다며, 수권 후 차기 대통령 직속으로 '불평등 해소위원회'를 설치해 '777 플랜'의 구체적인 실천 방안을 중·장기 5개년 계획으로 수립한다고 밝혔다. 777플랜은 61.9%에 머무는 국민총소득(GNI) 대비 가계소득 비중(2014년 기준)을 2020년까지 70%대로 끌어올리고, 아울러 전체 소득분 중 근로자(자영업자 포함)에게 배분되는 비율인 노동소득 분배율을 2012년 기준 68.1%에서 70%대로, 중산층(중위 소득의 50~150%) 비중도 1997년 외환위기 이전 수준인 70%대로 복원한다는 계획이다. 공약 해결 방안으로 대·중소기업 성과공유제를 시행하는 기업에 세제 지원을 하고 임금을 올린 수준에 따라 기업의 사내유보금 과세 시 이익을 주는 방안을 내놓았다. 이와 함께 최저임금을 2020년까지 1만원 수준으로 올리고 최저임금을 보장하는 생활임금제를 전국적으로 확신한다는 방침이다.

## 비판과 논란
- 1993년 당시 동화은행에서 2억 1000만 원의 뇌물을 공여받은 혐의로 2년간 복역했다. 국회의원을 지내기도 한 대검 중수부 함승희 검사가 구속기소했다.[19] 이에 대해 2011년 12월 28일 전여옥 한나라당 의원은 평화방송 라디오에서 당시 한나라당 비대위원인 김종인에 대해 "뇌물죄는 증거 잡기 어려운데 확연한 증거가 있었고 당시에 재벌 개혁을 이야기하시면서 다 쓰러져가는 은행에서 2억 1000만 원을 받았다는 것은 정말 낯 뜨거운 범죄라는 얘기가 있다."고 직격탄을 날렸다. 전 의원은 27일에도 자신의 블로그에 ‘이건 대체 뭔가요? 반 쇄신인 거죠?’라는 글을 올려 김 비대위원을 맹비난했다. 전 의원은 “청렴은 최고의 가치가 아니라 이제 기본인 세상”이라며 “한나라당의 쇄신을 소리 높여 외치는 마당에 뇌물을 받아 의원직을 잃은 분이 이 한나라당을 쇄신해야 합니까”라김고 물었다. 전 의원은 “뇌물 받은 혐의만 있어도 출당조치 돼 나중에 억울함을 호소한 한나라당 의원도 있고, 기소만 되면 당원권이 정지돼 정말 가슴 아프게 당원활동을 못한 의원도 있었다.”며 “그런데 대체 이건 뭔가요? 분명 퇴행이고 퇴보고 반쇄신인 거지요.”라고 따졌다.[20]
- 2012년 대선 당시 그는 국민행복추진위원장이란 직함으로 박근혜 새누리당 후보 캠프에 있었다. 경제민주화의 상징적 인물이자 주창자로서 그는 당시 박근혜 후보의 경제민주화 추진의지는 확고하다 여러 차례 공언했었다.[21] 특히 "줄푸세와 경제민주화가 뭐가 다르냐는 질문을 하는데, 이런 질문 자체가 잘못됐다."고 박 후보를 옹호한 것은 바로 그였다. 그러나 박근혜 후보가 대선 후보 등록을 위해 국회의원 사직서를 낸 바로 다음날인 2012년 12월 11일, 황우여 당시 새누리당 대표 등 핵심 당직자 7명과 함께 서울 시내 모처에서 김 위원장을 만나 '대기업의 기존 순환출자에 의결권을 제한'한 행복추진위의 경제민주화 공약을 수용할 수 없다.'고 통보했다. 박 후보는 또 △대기업집단법 제정 △대기업 총수 주요 경제범죄에 대한 국민참여재판 의무화 △재벌총수 등 임원진 급여공개 등도 모두 거부하고 김종인 위원장과 결별 수순에 들어갔다. 이에 대해 그가 한 말은 “박 후보와 만났지만 달라진 게 아무것도 없었다. 더는 (경제민주화 공약에) 관심을 갖지 않기로 했다”가 전부였다. 박근혜 정부 출범 후 '정홍원 총리 유임으로 부각된 인사 시스템 문제'와 박근혜 정부 조기 레임덕 가능성 등 정치 현안에 대한 질문에 대해서도 "잘 알지 못한다", "관심 없다"며 입을 닫았다.[22]
- 2016년 민주당 분당 사태로 안철수, 김한길 의원 등이 탈당해 국민의당을 창당하고 야권이 분열됐다. 비상대책위원회 위원장으로 위촉된 그는 당시 필리버스터와 자신을 비롯한 표창원 교수의 영입으로 다시 인기가 올라가고 있던 더불어민주당의 사령탑으로 들어와 필리버스터를 중단시키고 정청래, 이해찬 의원 등을 공천에서 탈락시켰다.[23] 이에 대해 그는 3월 16일 기자회견에서 만약 20대 총선에서 더불어민주당이 107석을 얻지 못할 경우 자신이 모든 책임을 지고 당을 떠나겠다고 공언했다.[12]
- 2016년 더불어민주당의 비대위원장을 맡은 그는 평소 경제민주화나 재벌 독과점 철폐에 대한 지론과는 달리 김현종 한미FTA 전 통상교섭본부장을 당내에 영입해 논란을 불렀다. 김현종은 게다가 2009년 이후 삼성전자 글로벌 법무 담당 사장으로 일해온 터였다. 이에 대해 국회 농해수위 소속 더민주 신정훈 의원은 22일 미디어오늘과 통화에서 "우리당은 국내산업을 고려해 탄력적으로 개방을 조절해야 된다는 생각을 가지고 있다."며 "물론 당 지도부가 바뀌면서 정체성과 정책은 변화할 수 있지만, 반농민적이고 당의 정책에 명백히 반하는 인사(김현종 씨)를 아무런 해명과 검증없이 데려온 것은 당 정체성 문제를 야기할 것"이라고 비판했다. 장하나 더민주 의원도 20일 '김현종 전 본부장 영입을 철회해야한다.'고 주장해 논란은 더욱 커졌다.[24] 인천 계양 갑에 출마를 선언한 김현종 전 본부장은 2016년 3월 18일 4차 경선 결과 43.15%를 얻어 66.85%를 기록한 유동수 전 인천도시공사 상임감사에게 밀려 공천이 좌절됐다. (유동수 더불어민주당 계양 갑 후보는 43.5%(31,080표)의 득표율로 20대 국회의원에 당선됐다.)[25]
- 2016년 2월 9일 경기도 파주의 군부대를 방문해 “장병들이 국방 태세를 튼튼히 유지하고 우리 경제가 더 도약적으로 발전하면 언젠가 북한 체제가 궤멸하고 통일의 날이 올 것을 확신한다.”고 말했다. 민주당의 대북 기조였던 햇볕정책을 정면으로 부정하는 발언이었다. 이에 대해 더민주 혁신위원을 지낸 조국 서울대 법학전문대학원 교수는 21일 자신의 페이스북을 통해 “문재인 대표 체제 하에서 대표의 모든 행위에 발목을 잡으면서, 대표의 권한에 통제를 가하려한 혁신안을 대표에게 공천권을 몰아주는 것이라고 황당한 왜곡을 하며 반대하던 사람들이 요즘은 쥐죽은 듯 조용하다”며 “더민주 내 '친문'이건 '반문'이건, 다른 것은 몰라도 햇볕정책와 개성공단 문제에 대한 당 지도부의 '우클릭' 기조에 대해서는 무슨 말을 해야 하는 것 아닌가. 영입된 '계몽절대군주'의 판단에 충실히 따르면 만사 오케이인가”라고 비판했다. 안철수 국민의당 공동대표 역시 2월 18일 국회 비교섭단체 대표연설에서 “박근혜 대통령 및 여당도 야당 일각에서조차도 북한체제의 붕괴나 궤멸을 이야기한다.”며 김 대표의 발언을 새누리당과 같은 선상에 놓고 비판했다. 정동영 전 의원도 21일 자신의 페이스북을 통해 “(김 대표는) 지난 대선에서 박근혜 새누리당 정권 탄생의 일등공신이며, 그리고 현재도 개성공단 사태에 대해 북한 궤멸론으로 김대중·노무현 대통령의 햇볕정책을 정면으로 부정하고 있다.”며 “한술 더 떠 18일에는 300만 농민의 가슴에 피멍이 들게 한 신자유주의의 첨병인 한미FTA 추진 주역을 당당하게 영입했다. 민주 야당의 얼굴이자 대표가 될 수 있는 분은 아니다”고 밝혔다.[24]
- 2016년 3월 분열된 야권을 연합시키기 위해 안철수 국민의당 공동대표를 만났다. 회동 후 안철수 공동대표는 회담 결렬을 선언하며 “더민주 내부에서 (김종인 대표에) 짜르라는 별명이 붙었다고 한다. 모두까기 짜르인 셈이다. 우리나라가 그럼 여왕(박근혜 대통령)과 짜르의 시대란 말인데 정말 국민이 불쌍하다는 생각이 든다.”고 덧붙였다. 연대 논의에 대한 거듭된 질문에 안 대표는 “어제부로 다 정리됐다고 생각한다.”고 잘라 말했다.[26] 이에 대해 김종인 더민주 비대위 대표는 안 공동대표가 대선후보가 되려는 생각에 사로잡혀 연대에 반대하고 있다고 폄하했다.[27]
- 2016년 3월 20일 더불어민주당 비례대표 2번으로 결정되면서 '셀프 공천' 논란이 거셌다. 당내 중앙위원회는 이를 두고 당헌을 어긴 처사라며 반발했고 이에 김 대표는 정무거부로 맞섰다. 당시 비례대표 후보를 압축하는 과정에서 당 지도부는 후보군을 A~D로 나눴는데 상위 1~10위를 A그룹, 11~20위를 B그룹, 21위~30위를 C그룹으로 나누어 칸막이를 친 뒤 각 그룹 내에서 순위투표를 통해 정하는 방식으로 했다.[28] 중앙위원회 측은 칸막이 자체가 당헌102조 1항의 '위원회는 비례대표국회의원선거후보자를 심사하여 (중략) 후보자를 심사함에 있어서 직능, 세대, 성, 지역 등 다양한 사회적 계층을 안분하되, 정치 신인을 우선 추천하도록 노력한다.'에 위배된다 주장했다. 아울러 3항의 '선거 전략상 특별히 고려가 필요한 후보자 선정을 제외하고는 중앙위원회의 순위투표로 확정한다.'고 명시된 부분도 문제삼았다. 더구나 당 대표는 비례대표 4명을 공천할 권한이 주어졌는데 김 대표는 하나를 자신에게 사용한 것이라 논란이 더욱 컸다. 전 달 28일 취임 1개월 기자회견에서 김 대표는 스스로 "내가 비례대표에 큰 욕심이 있느냐, 난 그런 생각은 추호도 없다."고 밝힌 바 있었다. 이른바 셀프 공천 논란에 대해 안철수 국민의당 공동대표는 "그럴 줄 알았다."면서 "비례대표 취지에 어긋난다."고 꼬집었고, 조국 서울대법학전문대학원 교수도 "법정관리인으로 더민주에 초빙됐지만 당규 개정으로 통해 대표이사가 됐다."며 "권력 행사를 자제할 분이 아니다."고 비판했다. 이런 비판에 대해 김 대표는 "당을 추슬러서 끌고가려면 의원직을 갖고 해야한다.", "그런대접 받는 정당서 일 못한다."며 받아쳤다.[29]
- 20대 총선의 더불어민주당 1당 등극 후 김 비대위 대표의 당대표직 추대론이 불거졌다. 당내 전통적 기반이 없는 김종인 비대위 대표가 곧 있을 더민주 전당대회 당대표 경선에 경쟁력을 가질 수 없었기 때문이다. 정청래 의원은 2016년 4월 19일 오전 추대론에 대해 CBS '김현정의 뉴스쇼'에 출연해 "셀프 공천도 문제지만 셀프 (당대표) 추대, 셀프 합의 추대라는 게 가능한 일이냐?, 민주 국가에서"라고 반문한 뒤 "이거(대표 합의 추대)는 북한노동당 전당대회에서나 가능한 일이다. 어떻게 그런 마음조차 먹을 수 있는 건지 상당히 의아하다."며 맹비난한 데 이어, 이날 오후에는 자신의 트위터에 '가만히 있으라?'는 제목의 글을 게재해 "가만히 있어서 세월호 참사가 있었다. 더민주 이대로 가만히 있으면 정권교체 침몰한다."고 운을 떼고는, "더민주 선장은 아무에게나 함부로 맡겨서는 안 된다"며 "민주정당에 걸맞은 리더십이 서야 한다."고 강조했다. 이어 "국회의원 후보자도 공천심사 시 부정부패 비리혐의자는 배제한다."며 "하물며 당대표하려는 사람은 더욱 엄격해야 하며, 민주화운동으로 감옥간 것도 아니고 비리혐의로 돈 먹고 감옥간 사람은 과거사라도 당대표 자격 기준에서 원천배제해야 한다"고 김 비대위 대표를 직접 겨냥했다.[30]
- 20대 총선이 한창이었던 2016년 4월3일 새누리당 김무성 대표이 부산 구포시장에서 진행한 박민식 후보 지원 유세에서 "정치 잘못해서 분당시켜 놓고는 비판 안 받으려고 김종인이란 영감님 모셔 놓고 뒤로 숨었는데 이렇게 하면 안 된다."고 당시 민주당 선거를 이끌던 김종인 위원장이 비판받았으나 2020년에는 박근혜 탄핵 이후 분당되었다가 도로 새누리당이라고 비판받는 미래통합당 선대위 위원장을 맡아 구포시장을 찾아 박민식 통합당 후보 지원유세에 나섰다.

## 기타
- 그가 청와대 경제수석 시절 나온 정책 중의 하나가 바로 재벌의 비업무용 토지에 대한 과세였고, 재벌의 문어발식 확장의 문제점을 지적하고 업종전문화 등을 추진하기도 했다. 그 때문에 그는 정주영 당시 전경련 회장을 비롯한 재벌들로부터 집중적인 견제를 받았고 모욕에 가까운 비판을 듣기도 했다고 한다. 특히 정주영 전 회장과 김우중 전 회장 등으로부터 빨갱이 소리도 들었다고 한다.[10]
- 그는 2008년 7월 25일 인터뷰에서 당시 노무현 대통령에 대해 이렇게 평가했다. "웃기는 사람이다. 어떻게 삼성 이건희 회장을 '21세기 한국의 희망이자 비전'이라고 말할 수 있는가?(이는 김종인의 착각으로 사실 21세기 언급은 2003년 뉴욕 코리아소사이어티 만찬 자리에서 이건희 회장이 노무현 전 대통령을 두고한 축사였음[31]) 노무현 정부가 무슨 좌파정권이냐? 좌파 정책을 쓴 게 뭐가 있나? 무슨 ‘좌파 신자유주의’... 웃기는 얘기다." 아울러 참여정부의 좌파 신자유주의라는 캐치프레이즈에 대해서도 혹평했다. 그는 신자유주의가 근본적으로 실패할 수 밖에 없는 경제사회적 배경이나 철학을 언급하며 "로렌스 서머스(전 미국 재무장관)도 다보스 포럼에서 신자유주의는 실패했다고 확인했다. 문제는 기업(들)이 국가의 모든 기능을 절대 대체할 수 없다는 데 있다. 소득 재분배 문제와 관련, 정부의 기능을 일부 기업에서 부담할 수는 있을지 모르나 거기에도 한계는 있다. 가령 기업 연금제 등으로 의료보장제도를 대체할 수 있느냐 하면 못한다는 것이다. 기업이라는 것은 언제 망하거나 문을 닫을지 모르기 때문이다."라고 말했다.[10] 인터뷰 불과 두달 후 미국발 2008년 금융위기가 터졌다.
- 본관은 울산으로 문묘 종사자인 하서 김인후의 후손이고, 초대 대법원장을 맡은 가인 김병로의 손자이며, 동아일보, 고려대학교의 설립자인 인촌 김성수 전 부통령과 먼 친척이다. 친인척 중에는 헌법재판소장, 청와대 비서실장, 경제 각료와 참모 등이 두루 포진해 있다. 처삼촌은 8년 9개월간 박정희의 비서실장을 지낸 김정렴이고 장인이 한일은행장을 지낸 김정호이다. 매형은 박봉환 전 동력자원부 장관이고, 4촌 처남이 노태우 정부 시절 건설부 장관과 청와대 경제수석을 지낸 이진설이다. 대법관과 헌법재판소장을 지낸 윤영철, 작고한 이택돈 전 신민당 국회의원(변호사)도 4촌 처남이다. 또한 강만수 사단의 일원으로 청와대 경제수석, 필리핀 대사, 지식경제부 장관직을 지낸 최중경이 5촌 조카사위다. 아랍에미리트 대사를 지낸 권태균 전 조달청장도 5촌 조카사위다.[32]
- 최명길이 정계에 입문한 후에는 그의 최측근으로 따라다니고 있다.

## 학력
- 서울덕수국민학교 전학
- 1953년 광주서석국민학교 졸업
- 1956년 광주서중학교 졸업
- 1959년 중앙고등학교 졸업
- 1964년 한국외국어대학교 독일어학 학사
- 1973년 독일 뮌스터대학교 경제학 학사·석사·박사

## 경력
- 1973년 3월~1988년 2월 서강대학교 경제학과 교수
- 1981년 4월~1985년 4월 제11대 국회의원(민주정의당, 전국구 49번, 초선)
- 1985년 4월~1988년 4월 제12대 국회의원(민주정의당, 전국구 32번, 재선)
- 1989년 1월~1989년 7월 국민은행 이사장
- 1989년 7월~1990년 3월 제24대 보건사회부 장관
- 1990년 3월~1992년 3월 대통령비서실 청와대 경제수석
- 1992년 5월~1994년 9월 제14대 국회의원(민주자유당, 전국구 11번, 3선)
- 1992년 7월~대한발전전략연구원 이사장
- 1996년 11월~1997년 1월 알렉산더 폰 훔볼트재단 초빙교수
- 2003년 6월~2004년 4월 국민경제자문회의 원로경제인분과 자문위원
- 2003년 9월~2004년 3월 건국대학교 경제학과 석좌교수
- 2004년 5월~2008년 5월 제17대 국회의원(새천년민주당, 비례대표 2번, 4선)
- 2008년 9월~2010년 5월 헌법연구자문위원회 위원장
- 2010년 10월~2012년 10월 헌법재판소 자문위원회 위원
- 2011년 9월~2013년 2월 한국외국어대학교 국제지역대학원 석좌교수
- 2011년 12월~2012년 3월 한나라당 비상대책위원회 위원
- 2012년 9월~2012년 12월 새누리당 국민행복추진위원회 위원장
- 2013년 3월~2015년 2월 가천대학교 경영대학 석좌교수
- 2014년 3월~2014년 5월 알렉산더 폰 훔볼트재단 초빙교수
- 2014년 12월~2015년 1월 대법관후보추천위원회 위원장
- 2015년 3월~2016년 2월 건국대학교 경제학과 석좌교수
- 2016년 1월~2016년 4월 더불어민주당 선거대책위원회 위원장
- 2016년 1월~2016년 8월 더불어민주당 비상대책위원회 대표
- 2016년 5월~2017년 3월 제20대 국회의원(비례대표, 더불어민주당, 5선)
- 2016년 6월~2017년 3월 제20대 국회 전반기 기획재정위원회 위원
- 2017년 4월~2017년 5월 국민의당 개혁공동정부준비위원회 위원장
- 2020년 3월~2020년 4월 미래통합당 선거대책위원회 총괄선거대책위원장
- 2020년 3월~2020년 4월 미래통합당 신종 코로나바이러스감염증(코로나19)에 대응하기 위한 비상경제대책위원회 위원장
- 2020년 5월~2020년 9월 미래통합당 비상대책위원장
- 2020년 5월~2021년 4월 여의도연구원 이사장
- 2020년 9월~2021년 4월 국민의힘 비상대책위원장
- 2021년 3월~2021년 4월 국민의힘 4·7재보궐선거 중앙선거대책위원장
- 2021년 12월~2022년 1월 국민의힘 선거대책위원회 중앙선거대책위원회 선거대책위원장단 총괄선거대책위원장
- 재단법인 보통사람들의시대 노태우센터 고문
- 2024년 2월~3월 개혁신당 제22대 국회의원선거 공천관리위원장
- 2024년 3월~4월 개혁신당 제22대 국회의원선거 중앙선거대책위원회 상임고문
- 2024년 4월~2025년 개혁신당 상임고문

## 저서
- 《지금 왜 경제민주화인가》 2012년 11월 20일 출간 동화출판사 ISBN 9788943103996

## 전과
- 1993년 동화은행 뇌물수수 사건에 연루되어 안영모 동화은행장한테서 2억1천만 원을 받은 혐의로 수사를 받게 되었다. 이듬해 1994년 대법원에서 징역 2년 6개월에 집행유예 4년 및 추징금 2억1천만 원형을 선고받았다. 그 여파로 14대 전국구(현 비례대표) 국회의원직을 상실했다.[33][34]

## 김종인을 연기한 배우

### 예능
- SNL 코리아(tvN) - 정성호

## 가족
- 부모: 김재열(부), 이필기(모)
- 배우자: 김미경
- 자녀: 1녀

## 역대 선거 결과
|  | 35.60% |

|  | 35.20% |

|  | 27.12% |

|  | 38.50% |

|  | 7.09% |

|  | 25.54% |

## 소속 정당
| 소속 정당 | 소속 정당         | 소속 기간 | 비고           |
| --------- | ----------------- | --------- | -------------- |
|           | 민정당            | 1963      | 정계 입문      |
|           | 무소속            | 1963      | 탈당           |
|           | 국민의당          | 1963~1964 | 창당           |
|           | 무소속            | 1964~1973 | 탈당           |
|           | 민주공화당        | 1973~1980 | 입당           |
|           | 무소속            | 1980~1981 | 정당 해산      |
|           | 민주정의당        | 1981~1988 | 창당           |
|           | 무소속            | 1988~1992 | 탈당           |
|           | 민주자유당        | 1992~1994 | 복당           |
|           | 무소속            | 1994~2004 | 탈당 정계 은퇴 |
|           | 새천년민주당      | 2004~2005 | 입당 정계 복귀 |
|           | 민주당            | 2005~2007 | 당명 변경      |
|           | 중도통합민주당    | 2007      | 합당           |
|           | 민주당            | 2007~2008 | 당명 변경      |
|           | 통합민주당        | 2008      | 합당           |
|           | 민주당            | 2008      | 당명 변경      |
|           | 무소속            | 2008~2011 | 탈당           |
|           | 한나라당          | 2011~2012 | 복당           |
|           | 새누리당          | 2012~2013 | 당명 변경      |
|           | 무소속            | 2013~2016 | 탈당           |
|           | 더불어민주당      | 2016~2017 | 복당           |
|           | 무소속            | 2017~2020 | 탈당           |
|           | 미래통합당        | 2020      | 복당           |
|           | 국민의힘          | 2020~2021 | 당명 변경      |
|           | 무소속            | 2021~2024 | 탈당           |
|           | 무소속 (개혁신당) | 2024      | 무소속 합류    |
|           | 무소속            | 2024~현재 | 임기 종료      |

## 같이 보기
- 대한민국의 보건복지부 장관
- 대한민국의 대통령비서실 수석비서관
- 대한민국 제11대 국회의원 선거 민주정의당 후보 목록#전국구
- 대한민국 제12대 국회의원 선거 민주정의당 후보 목록#전국구
- 대한민국 제14대 국회의원 선거 민주자유당 후보 목록#전국구
- 대한민국 제17대 국회의원 선거 새천년민주당 후보 목록#비례대표
- 대한민국 제20대 국회의원 선거 더불어민주당 후보 목록#비례대표